# Pštrosovití
Pštrosovití (Struthionidae) je čeleď velkých nelétavých běhavých ptáků, která je jedinou čeledí řádu pštrosi (Struthioniformes). Tato čeleď čítá dva recentní druhy, kterými jsou pštros dvouprstý a somálský. Pštros dvouprstý je mnohem více rozšířen než pštros somálský. Pštrosi patří k největším ptákům na světě a pštros dvouprstý je dokonce největší současný žijící ptačí druh.

## Evoluce
Evoluční historie této skupiny byla paleontologicky zmapována teprve v poslední době.
Před 1,8 miliony let žil na území dnešní severní Číny obří druh pštrosa, vážícího kolem 300 kg (dvakrát více než u dnešního pštrosa dvouprstého).